# مونتيروتوندو ماريتيمو
مونتيروتوندو ماريتيمو (بالإيطالية: Monterotondo Marittimo) هي كومونا تقع في مقاطعة غروسيتو في منطقة توسكانا الإيطالية، وتقع على بعد حوالي 80 كيلومترا (50 ميل) جنوب غرب فلورنسا وحوالي 45 كيلومترا (28 ميل) شمال غرب غروسيتو، بالقرب من كولين ميتاليفير.

## فرازيوني
تتكون البلدية من مقر بلدية مونتيروتوندو ماريتيمو وقريتي فرازيوني فراسين ولاغو بوراسيفيرو.